# Низовка (Ленинградская область)
Низовка — деревня в Мшинском сельском поселении Лужского района Ленинградской области.

## История
Деревня Низовка была образована в 1840 году переселенцами из деревни Чаща.
По данным на 1848 год деревню населяли ижоры: 25 м. п. и 28 ж. п., всего 53 человека.

НИЗОВКА — деревня Дворцового ведомства при реке Низовке, число дворов — 11, число жителей: 35 м. п., 35 ж. п. (1862 год)

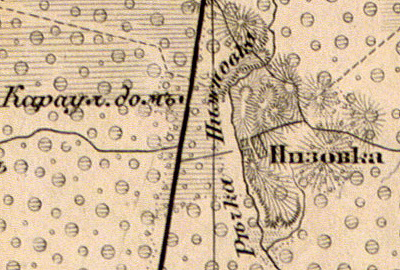
Деревня Низовка на карте 1863 года

Сборник Центрального статистического комитета описывал её так:

НИЗОВКА — деревня бывшая удельная, дворов — 14, жителей — 82; три лавки. (1885 год)

В XIX — начале XX века деревня административно относилась к Луговской волости 1-го земского участка 1-го стана Лужского уезда Санкт-Петербургской губернии.
По данным «Памятной книжки Санкт-Петербургской губернии» за 1905 год деревня Низовка входила в Сорочинское сельское общество.
С 1917 по 1926 год деревня Низовка входила в состав Сорочинского сельсовета Луговской волости Лужского уезда.
С 1926 года, в составе Толмачёвской волости.
С 1927 года, в составе Лужского района.
С 1928 года, в составе Пехенецкого сельсовета.
С 1932 года, в составе Красногвардейского района.
По данным 1933 года деревня Низовка входила в состав Луговского сельсовета Красногвардейского района.
В 1939 году население деревни Низовка составляло 997 человек.
Деревня была освобождена от немецко-фашистских оккупантов 3 февраля 1944 года.
В 1958 году население деревни Низовка составляло 992 человека.
С июля 1959 года, в составе Мшинского сельсовета Гатчинского района.
С февраля 1963 года, в составе Мшинского сельсовета Лужского района.
По данным 1966, 1973 и 1990 годов деревня Низовка входила в состав Мшинского сельсовета.
По данным 1997 года в деревне Низовка Мшинской волости проживали 2 человека, в 2002 году — 6 человек (все русские).
В 2007 году в деревне Низовка Мшинского СП не было постоянного населения.

## География
Деревня расположена в северной части района на автодороге 41К-678 (Красный Маяк — выход на автодорогу «Псков»).
Расстояние до административного центра поселения — 29 км.
Деревня находится у железнодорожной линии Санкт-Петербург — Луга. Расстояние до ближайшей железнодорожной платформы Низовская — 1 км.
Через деревню протекает Низовский ручей.

## Демография
| 1848 | 1862 | 1885 | 1939 | 1958 | 1997 | 2007 |
| ---- | ---- | ---- | ---- | ---- | ---- | ---- |
| 53   | ↗70  | ↗82  | ↗997 | ↘992 | ↘2   | ↘0   |
| 2010 | 2017 |      |      |      |      |      |
| ↗3   | ↗4   |      |      |      |      |      |

## Фото

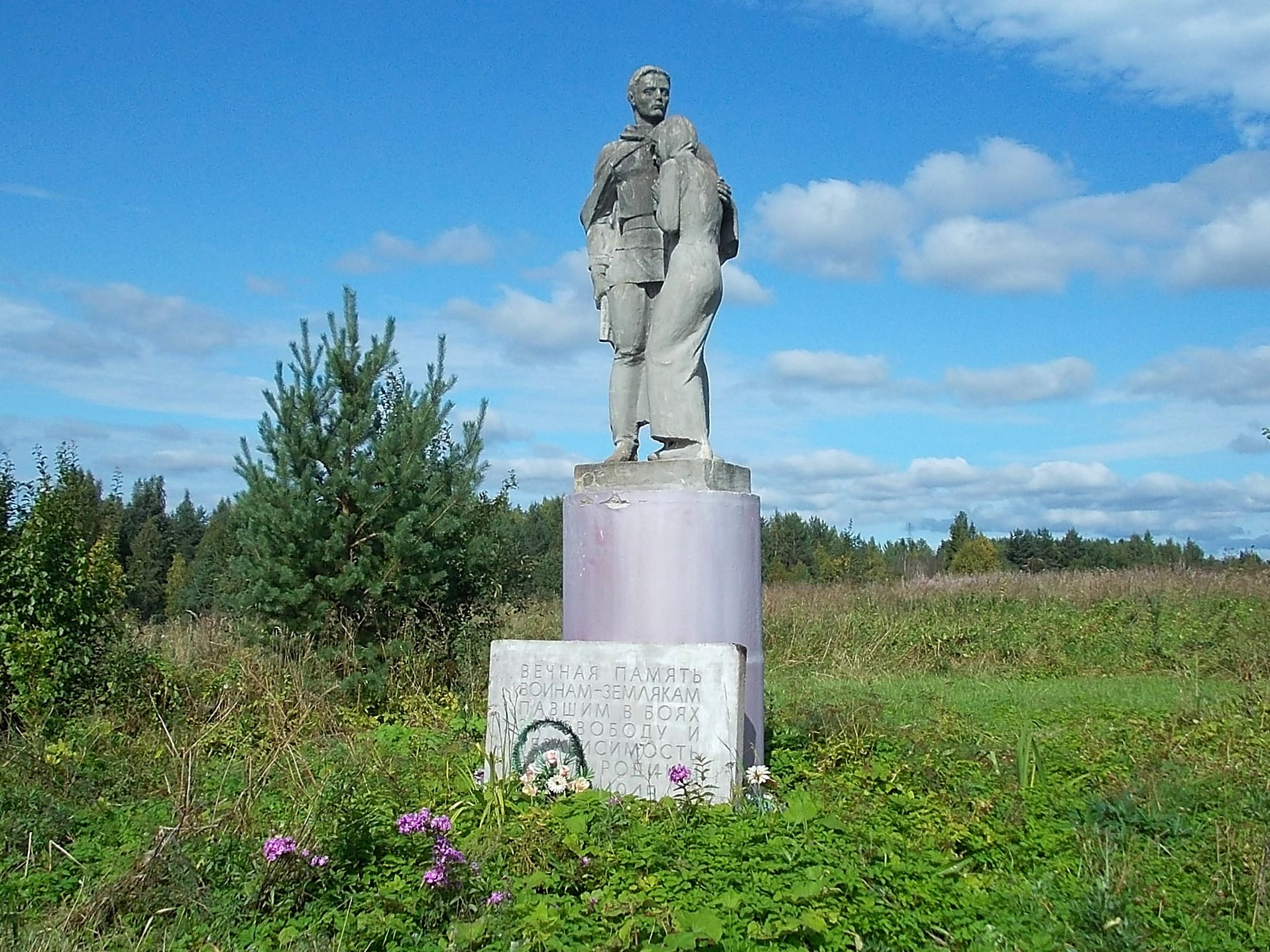
Памятник войнам погибшим в Великую Отечественную войну
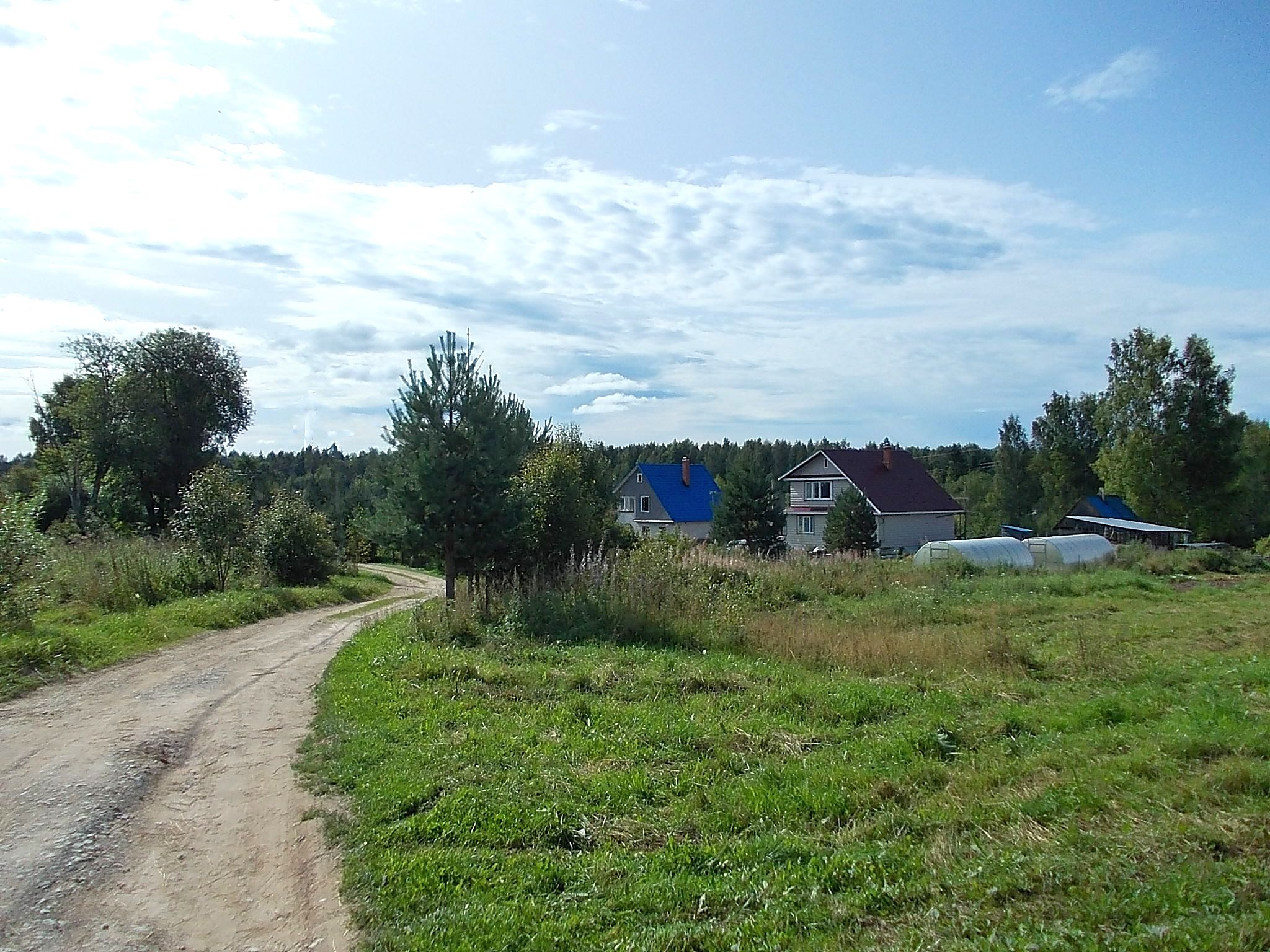
Деревня Низовка

## Улицы
Заречная, Центральная.